# The Rocket Summer
The Rocket Summer è il nome di un progetto musicale rock fondato dal polistrumentista e cantautore statunitense Bryce Avary. Si tratta di una one man band, con Avary che scrive, produce e suona tutti gli strumenti.
Avary, nato in Texas nel 1982, ha esordito col progetto The Rocket Summer nel 2000.

## Discografia

### Album in studio
- 2003 – Calendar Days
- 2005 – Hello, Good Friend
- 2007 – Do You Feel
- 2010 – Of Men and Angels
- 2012 – Life Will Write the Words
- 2016 – Zoetic
- 2019 – Sweet Shivers
- 2023 – Shadowkasters

### EP
- 2000 – The Rocket Summer
- 2006 – The Early Years
- 2007 – Do You Feel iTunes EP
- 2009 – You Gotta Believe
- 2013 – Christmas Madness EP